# Ґамаль Мубарак

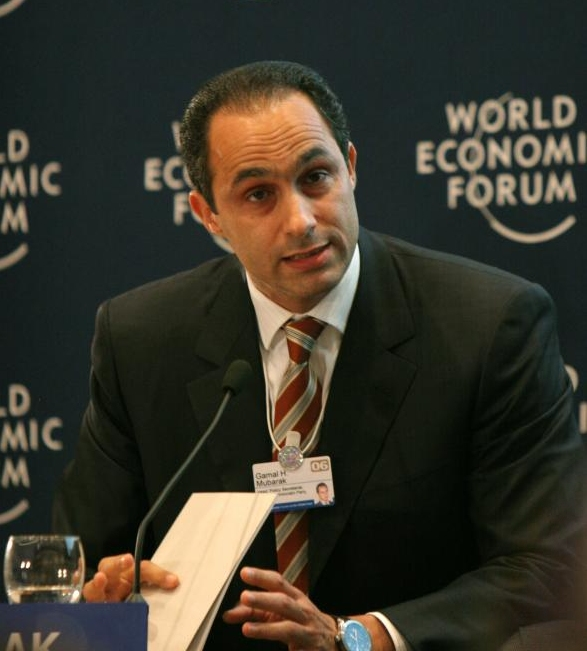

Ґама́ль Муба́рак (араб. جمال مبارك‎), повне ім'я Ґамаль аль Дін Мухаммед Хосні Саєд Мубарак, *27 грудня 1963, Каїр) — єгипетський політик та банкір, син президента Єгипту Хосні Мубарака.
Закінчив Американський університет в Каїрі. Працював у Bank of America, брав участь у заснування фінансової компанії у Великій Британії. 2000 року увійшов до секретаріату провладної Національно-демократичної партії, 2002 року його призначили керівником політичного комітету партії. Того ж року пішли чутки про те, що Ґамаль може змінити свого батька на посту президента країни.
У вересні 2010 через чутки про те, що Ґамаля вже призначено наступником Хосні Мубарака, в Каїрі відбулися акції протесту проти цього. Ґамаля вважали одним із імовірних кандидатів на пост президента на виборах 2011 року, втім 3 лютого 2011 року в розпал антипрезидентських протестів віце-президент Єгипту Омар Сулейман підтвердив, що Ґамаль Мубарак не братиме участі у виборах 2011 року. Раніше 2004 року Ґамаль публічно зрікся від принципу спадкоємництва влади. 5 лютого 2011 Ґамаль пішов у відставку з партійної посади.
2007 року одружився з Хадіґе аль-Ґамаль, дочкою єгипетського бізнесмена.